# 라오스 여자 축구 국가대표팀
라오스 여자 축구 국가대표팀은 라오스를 대표하는 여자 축구 국가대표팀으로 라오스 축구 연맹에서 관리하고 있으며 남자 대표팀과 더불어 아시아 축구 최약체로 평가되고 있는 팀들 가운데 하나이며 현 감독은 현역 시절 할렐루야 축구단과 대전 하나 시티즌에서 활약한 뒤 대한민국 여자 U-20 대표팀의 코치로 2010년 FIFA U-20 여자 월드컵 3위, 대한민국 여자 A대표팀의 코치로 2015년 FIFA 여자 월드컵에서 대한민국 여자 축구의 사상 첫 월드컵 16강 진출 등을 이끈 정성천이다.

## 국제 대회 경력

### AFC 여자 아시안컵
2022년 AFC 여자 아시안컵 예선을 통해 처음으로 여자 아시안컵 예선에 나선 이후 2026년 AFC 여자 아시안컵 예선 F조 최종전에서 스리랑카를 2-0으로 꺾고 라오스 여자 축구 역사상 AFC 여자 아시안컵 예선 첫 승을 챙겼다.

### 아세안 여자 챔피언십
아세안 여자 챔피언십에는 7번 출전하여 이 중 2011년과 2012년 대회에서 4위를 차지하며 남녀 대표팀을 통틀어 아세안 챔피언십 역대 최고 성적을 거두었다.

### 동남아시아 경기 대회
동남아시아 경기 대회에는 5번 출전하여 2007년과 2009년 대회에서 4위에 올랐으나 2007년 대회에서는 1무 3패에 그쳤고 자국에서 열린 2009년 대회에서는 그나마 말레이시아와의 3차전에서 5-0 대승을 거두며 SEA 게임 첫 승을 올렸으나 5팀 중 4위의 초라한 성적에 그쳤다.

## 성적

### FIFA 여자 월드컵
- 1991년 ~ 2019년: 불참
- 2023년: 지역 예선 탈락

### 올림픽 축구
- 1996년 ~ 2024년: 불참

### AFC 여자 아시안컵
- 1975년 ~ 2018년: 불참
- 2022년: 예선 탈락

### 아시안 게임
- 1990년 ~ 2022년: 불참

## 같이 보기
- 라오스 축구 국가대표팀
- 라오스 U-23 축구 국가대표팀
- 라오스 풋살 국가대표팀